# Élections sénatoriales de 1924 en Ille-et-Vilaine
 (signalé en juillet 2025).
Si vous disposez d'ouvrages ou d'articles de référence ou si vous connaissez des sites web de qualité traitant du thème abordé ici, merci de compléter l'article en donnant les références utiles à sa vérifiabilité et en les liant à la section « Notes et références ».
- Archive Wikiwix
- Bing
- Cairn
- DuckDuckGo
- E. Universalis
- Gallica
- Google
- G. Books
- G. News
- G. Scholar
- Persée
- Qwant
- (zh) Baidu
- (ru) Yandex
- (wd) trouver des œuvres sur Wikidata

Les élections sénatoriales (série B) en Ille-et-Vilaine ont lieu le dimanche 6 janvier 1924. 
Elles ont pour but d'élire les 4 sénateurs représentant le département au Sénat pour un mandat de neuf années.

## Mode de scrutin
Ces élections se déroule au scrutin indirect, majoritaire et plurinominal, selon la loi du 10 décembre 1884.
Ne peuvent voter que : 
- de 1 à 24 délégués par commune, élus par chaque conseil municipal ;
- les conseillers généraux (43, un par canton) ;
- les conseillers d'arrondissements (55) ;
- les députés du département (8 sièges) ;
- les sénateurs sortants (5 sièges).

## Élection partielle durant le mandat 1920-1924
Il n'y a pas eu d'élection partielle durant ce mandat.

### Sénateurs sortants
| Sénateur | Sénateur                         | Parti        | Fonctions lors de l'élection en 1924                                                                                   |
| -------- | -------------------------------- | ------------ | --- |
|          | Léon Jenouvrier                  | Conservateur | Sénateur sortant. Avocat.                                                                                              |
|          | Louis Lemarié                    | Conservateur | Sénateur sortant, maire du Mont-Dol. Avocat.                                                                           |
|          | Eugène Brager de La Ville-Moysan | Conservateur | Sénateur sortant. Avocat.                                                                                              |
|          | Paul Garnier                     | Conservateur | Sénateur sortant, conseiller général et municipal de Redon. Ingénieur-Constructeur.                                    |
|          | André Porteu de la Morandière    | Conservateur | Sénateur sortant, ancien député (1910-1919), maire de Talensac. Propriétaire agricole, châtelain du Château de Bintin. |

## Listes candidates
| N° | Candidats | Candidats                          | Parti        | Principales fonctions                                                                                                  |
| -- | --------- | ---------------------------------- | ------------ | --- |
| 01 |           | Léon Jenouvrier *                  | Conservateur | Sénateur sortant. Avocat.                                                                                              |
| 02 |           | Louis Lemarié *                    | Conservateur | Sénateur sortant, maire du Mont-Dol. Avocat.                                                                           |
| 03 |           | Eugène Brager de La Ville-Moysan * | Conservateur | Sénateur sortant. Avocat.                                                                                              |
| 04 |           | Paul Garnier                       | Conservateur | Sénateur sortant, conseiller général et municipal de Redon. Ingénieur-Constructeur.                                    |
| 05 |           | André Porteu de la Morandière      | Conservateur | Sénateur sortant, ancien député (1910-1919), maire de Talensac. Propriétaire agricole, châtelain du Château de Bintin. |

| N° | Candidats | Candidats          | Parti                 | Principales fonctions |
| -- | --------- | ------------------ | --------------------- | --- |
| 01 |           | Charles Guernier   | Radical indépendant   | Ancien Haut-commissaire, président du Conseil Général, conseiller de Cancale. Avocat, Professeur de Droit à l'Université de Lille. |
| 02 |           | Jean-Marie Maugère | Républicain de gauche | Conseiller général de Rennes-Sud-Ouest, maire de Bourgbarré. Agriculteur.                                                          |
| 03 |           | Jacques Thélohan   | Radical socialiste    | Conseiller général de Bain-de-Bretagne. Professeur à la Faculté de Droit de Rennes.                                                |
| 04 |           | Émile Beauchef     | Républicain de gauche | Conseiller général et maire de Montfort. Avoué.                                                                                    |
| 05 |           | Jean Tréhu         | Républicain de gauche | Président de la Chambre de commerce de Fougères. Industriel.                                                                       |

## Résultats

### Tableau
|          | Léon Jenouvrier *                  | Conservateur          | 612   | 55,79 |  |  |  |  |
|          | Louis Lemarié *                    | Conservateur          | 602   | 54,88 |  |  |  |  |
|          | Eugène Brager de La Ville-Moysan * | Conservateur          | 569   | 51,87 |  |  |  |  |
|          | Paul Garnier *                     | Conservateur          | 557   | 50,78 |  |  |  |  |
|          | André Porteu de la Morandière *    | Conservateur          | 551   | 50,23 |  |  |  |  |
|          |                                    |                       |       |       |  |  |  |  |
|          | Charles Guernier                   | Radical indépendant   | 529   | 48,22 |  |  |  |  |
|          | Jean-Marie Maugère                 | Républicain de gauche | 516   | 47,04 |  |  |  |  |
|          | Jacques Thélohan                   | Radical socialiste    | 490   | 44,67 |  |  |  |  |
|          | Émile Beauchef                     | Républicain de gauche | 482   | 43,94 |  |  |  |  |
|          | Jean Tréhu                         | Républicain de gauche | 454   | 41,39 |  |  |  |  |
|          |                                    |                       |       |       |  |  |  |  |
| Inscrits | Inscrits                           | Inscrits              | 1 102 |       |  |  |  |  |
| Votants  | Votants                            | Votants               | 1 098 | 99,64 |  |  |  |  |
| Exprimés | Exprimés                           | Exprimés              | 1 091 | 99,91 |  |  |  |  |

### Sénateurs élus
| Sénateur | Sénateur                           | Parti        | Fonctions lors de l'élection en 1924                                                                                   |
| -------- | ---------------------------------- | ------------ | --- |
|          | Léon Jenouvrier *                  | Conservateur | Sénateur sortant. Avocat.                                                                                              |
|          | Louis Lemarié *                    | Conservateur | Sénateur sortant, maire du Mont-Dol. Avocat.                                                                           |
|          | Eugène Brager de La Ville-Moysan * | Conservateur | Sénateur sortant. Avocat.                                                                                              |
|          | Paul Garnier *                     | Conservateur | Sénateur sortant, conseiller général et municipal de Redon. Ingénieur-Constructeur.                                    |
|          | André Porteu de la Morandière *    | Conservateur | Sénateur sortant, ancien député (1910-1919), maire de Talensac. Propriétaire agricole, châtelain du Château de Bintin. |